# Kat Foster
Kat Foster (Oakland (Californië), 17 mei 1978) is een Amerikaanse actrice.

## Biografie
Foster heeft de high school doorlopen aan de The College Preparatory School in haar geboorteplaats Oakland (Californië), en hierna ging zij studeren aan de New York University in New York. Als actrice is zij begonnen in off-Broadway- en regionale theaters. Zij verdeelt haar tijd nu tussen Manhattan (New York) en Ocala.

## Filmografie

### Films
Uitgezonderd korte films.
- 2022 Spoonful of Sugar - als Rebecca
- 2022 Susie Searches - als Dianne Seleck
- 2022 Continue - als Bennett
- 2022 Gasoline Alley - als Christine
- 2020 First One In - als Madi
- 2018 Accommodations - als Edie Somner
- 2017 Micah the Asshole Ghost - als Sue
- 2016 Rebirth - als Mary
- 2015 A Year and Change - als Cindy
- 2015 The Love Inside - als Erica
- 2013 The Dramatics: A Comedy - als Katie
- 2013 Untitled Tad Quill Project - als Allie
- 2012 Let It Go – als Gracie
- 2010 In Security – als Nikki
- 2009 Eva Adams – als Grace Wainright
- 2005 N.Y.-70 – als Rachel Abramowitz

### Televisieseries
Uitgezonderd eenmalige gastrollen.
- 2022 Gaslit - als Barbara Walters - 3 afl.
- 2022 The Rookie - als Casey Fox - 2 afl.
- 2021 CSI: Vegas - als rechercheur Nora Cross - 3 afl.
- 2016 - 2017 Jean-Claude Van Johnson - als Vanessa - 6 afl.
- 2015 Your Family or Mine - als Kelli Weston - 10 afl.
- 2012 - 2014 Franklin & Bash - als Wendy Cowell - 3 afl.
- 2014 Bad Teacher - als Brie - 6 afl.
- 2013 The Goodwin Games - als Lucinda - 7 afl.
- 2008 - 2013 Family Guy - als Carolyn - 2 afl.
- 2012 Royal Pains – als Harper Cummings – 6 afl.
- 2011 – 2012 Weeds – als Kiki – 6 afl.
- 2010 Law & Order: Special Victims Unit – als Sarah Hoyt – 2 afl.
- 2009 The Unusuals – als Nicole Brandt – 5 afl.
- 2006 – 2008 'Til Death – als Steph Woodcock – 39 afl.

### Computerspel
- 2006 Family Guy Video Game! – als Carolyn